# Horton-cum-Peel
Horton-cum-Peel – były civil parish w Anglii, w hrabstwie ceremonialnym Cheshire, w dystrykcie (unitary authority) Cheshire West and Chester, w civil parish Ashton Hayes and Horton-cum-Peel. Leży 10 km na wschód od miasta Chester i 261 km na północny zachód od Londynu. W 2001 roku civil parish liczyła 15 mieszkańców.